# Plebiscyt Przeglądu Sportowego 2012
78. Plebiscyt na 10 Najlepszych Sportowców Polski 2012 roku zorganizowany został przez Przegląd Sportowy i Telewizję Polską. Głosowanie składało się z dwóch etapów. W pierwszym oddawano głosy za pomocą kuponów i na oficjalnej stronie internetowej, w drugim - trwającym w trakcie gali - za pomocą SMS-ów. 
Gala Mistrzów Sportu, w trakcie której ogłoszone zostały nazwiska dziesięciu wybranych sportowców, odbyła się 5 stycznia 2013 roku w Teatrze Polskim w Warszawie. Reżyserowana była przez Jerzego Kręcika, a pokazywała ją TVP1. Galę prowadził Maciej Kurzajewski i Paulina Chylewska. W trakcie Gali Mistrzów Sportu występował zespół Raz, Dwa, Trzy. Najlepszym sportowcem Polski 2012 roku wybrana została czwarty raz z rzędu Justyna Kowalczyk. Stała się ona czwartą osobą która zdobyła to wyróżnienie po raz czwarty i jednocześnie została pierwszą osobą która to wyróżnienie zdobyła czwarty raz z rzędu.

## Wyniki głosowania
| Miejsce | Imię i nazwisko                     | Dyscyplina sportu              | Liczba punktów | Wręczający nagrodę                    | Uwagi                                                |
| ------- | ----------------------------------- | ------------------------------ | -------------- | ------------------------------------- | ---------------------------------------------------- |
| 1       | Justyna Kowalczyk                   | biegi narciarskie              | 278 546        | Marcin Kalita Włodzimierz Szaranowicz | nieobecna, nagrodę odebrał jej brat Tomasz Kowalczyk |
| 2       | Tomasz Majewski                     | lekkoatletyka (pchnięcie kulą) | 259 027        | Mariusz Czerkawski                    |                                                      |
| 3       | Adrian Zieliński                    | podnoszenie ciężarów           | 174 320        | Szymon Kołecki                        |                                                      |
| 4       | Anita Włodarczyk                    | lekkoatletyka (rzut młotem)    | 133 774        | Robert Korzeniowski                   |                                                      |
| 5       | Agnieszka Radwańska                 | tenis                          | 128 111        | Otylia Jędrzejczak                    | nieobecna, nagrodę odebrał Jacek Muzolf (PZT)        |
| 6       | Bartosz Kurek                       | piłka siatkowa                 | 114 033        | Artur Partyka                         | nieobecny, nagrodę odebrał Marcin Możdżonek          |
| 7       | Robert Lewandowski                  | piłka nożna                    | 112 593        | Waldemar Fornalik                     | nieobecny, nagrodę odebrała matka Iwona Lewandowska  |
| 8       | Sylwia Bogacka                      | strzelectwo                    | 106 749        | Renata Mauer-Różańska                 |                                                      |
| 9       | Damian Janikowski                   | zapasy                         | 84 529         | Monika Pyrek                          |                                                      |
| 10      | Magdalena Fularczyk Julia Michalska | wioślarstwo                    | 81 610         | Leszek Blanik                         |                                                      |
| 11      | Bartłomiej Bonk                     | podnoszenie ciężarów           | 80 212         | –                                     | –                                                    |
| 12      | Marcin Gortat                       | koszykówka                     | 58 593         | –                                     | –                                                    |
| 13      | Zofia Noceti-Klepacka               | windsurfing                    | 53 545         | –                                     | –                                                    |
| 14      | Sebastian Kawa                      | szybownictwo                   | 51 412         | –                                     | –                                                    |
| 15      | Kamil Stoch                         | skoki narciarskie              | 44 179         | –                                     | –                                                    |
| 16      | Karolina Naja Beata Mikołajczyk     | kajakarstwo                    | 38 978         | –                                     | –                                                    |
| 17      | Radosław Kawęcki                    | pływanie                       | 36 362         | –                                     | –                                                    |
| 18      | Krzysztof Włodarczyk                | boks                           | 30 328         | –                                     | –                                                    |
| 19      | Przemysław Miarczyński              | żeglarstwo                     | 28 633         | –                                     | –                                                    |
| 20      | Katarzyna Pawłowska                 | kolarstwo torowe               | 20 179         | –                                     | –                                                    |

## Zwycięzcy kategorii dodatkowych
- Superczempion 2012: Mateusz Kusznierewicz, Robert Sycz
- Impreza roku 2012: Mistrzostwa Europy w Piłce Nożnej 2012
- Drużyna roku 2012: Reprezentacja Polski w piłce siatkowej mężczyzn
- Trener roku 2012: Henryk Olszewski
- Odkrycie roku 2012: Maciej Lepiato
- Fair Play 2012: Zofia Noceti-Klepacka
- Mecenas polskiego sportu 2012: PKN Orlen
- Człowiek sportu 2012: Zbigniew Tomkowski
- Najlepszy sportowiec niepełnosprawny 2012: Rafał Wilk